# Dauzat-sur-Vodable
Pour les articles homonymes, voir Dauzat.
Dauzat-sur-Vodable est une commune française située dans le département du Puy-de-Dôme en région Auvergne-Rhône-Alpes.

### Description

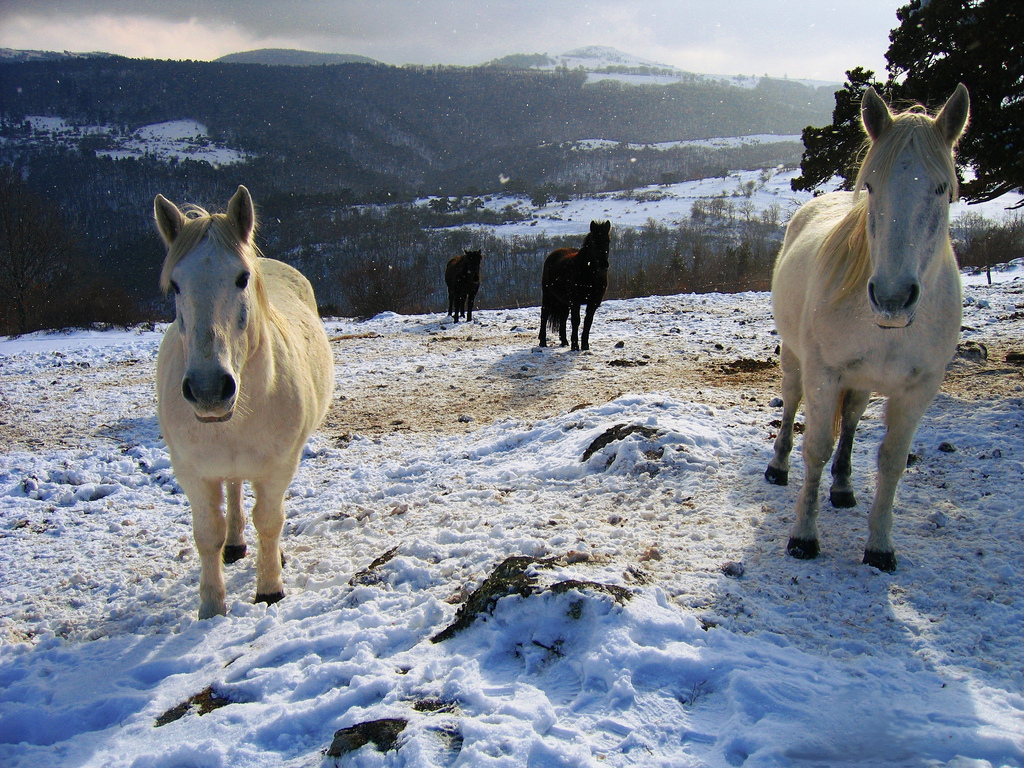
Chevaux dans la neige à Dauzat-sur-Vodable.

## Géographie

### Communes limitrophes
| Chassagne                |                       | Vodable          |
|                          | Dauzat-sur-Vodable    | Ternant-les-Eaux |
| Roche-Charles-la-Mayrand | La Chapelle-Marcousse | Saint-Hérent     |

### Climat
Pour des articles plus généraux, voir Climat d'Auvergne-Rhône-Alpes et Climat du Puy-de-Dôme.
En 2010, le climat de la commune est de type climat des marges montargnardes, selon une étude du Centre national de la recherche scientifique s'appuyant sur une série de données couvrant la période 1971-2000. En 2020, Météo-France publie une typologie des climats de la France métropolitaine dans laquelle la commune est exposée à un climat de montagne ou de marges de montagne et est dans la région climatique Nord-est du Massif Central, caractérisée par une pluviométrie annuelle de 800 à 1 200 mm, bien répartie dans l’année.
Pour la période 1971-2000, la température annuelle moyenne est de 9,3 °C, avec une amplitude thermique annuelle de 16 °C. Le cumul annuel moyen de précipitations est de 990 mm, avec 9,2 jours de précipitations en janvier et 7,5 jours en juillet. Pour la période 1991-2020, la température moyenne annuelle observée sur la station météorologique de Météo-France la plus proche, « Issoire », sur la commune d'Issoire à 14 km à vol d'oiseau, est de 12,0 °C et le cumul annuel moyen de précipitations est de 610,7 mm,. Pour l'avenir, les paramètres climatiques de la commune estimés pour 2050 selon différents scénarios d'émission de gaz à effet de serre sont consultables sur un site dédié publié par Météo-France en novembre 2022.

## Urbanisme
L'église domine le village dont nombre de maisons sont en ruine.

### Typologie
Au 1er janvier 2024, Dauzat-sur-Vodable est catégorisée commune rurale à habitat très dispersé, selon la nouvelle grille communale de densité à sept niveaux définie par l'Insee en 2022.
Elle est située hors unité urbaine et hors attraction des villes,.

### Occupation des sols
L'occupation des sols de la commune, telle qu'elle ressort de la base de données européenne d’occupation biophysique des sols Corine Land Cover (CLC), est marquée par l'importance des forêts et milieux semi-naturels (57,9 % en 2018), en augmentation par rapport à 1990 (50 %). La répartition détaillée en 2018 est la suivante : milieux à végétation arbustive et/ou herbacée (32,9 %), forêts (25,1 %), prairies (23,6 %), zones agricoles hétérogènes (18,5 %). L'évolution de l’occupation des sols de la commune et de ses infrastructures peut être observée sur les différentes représentations cartographiques du territoire : la carte de Cassini (XVIIIe siècle), la carte d'état-major (1820-1866) et les cartes ou photos aériennes de l'IGN pour la période actuelle (1950 à aujourd'hui).

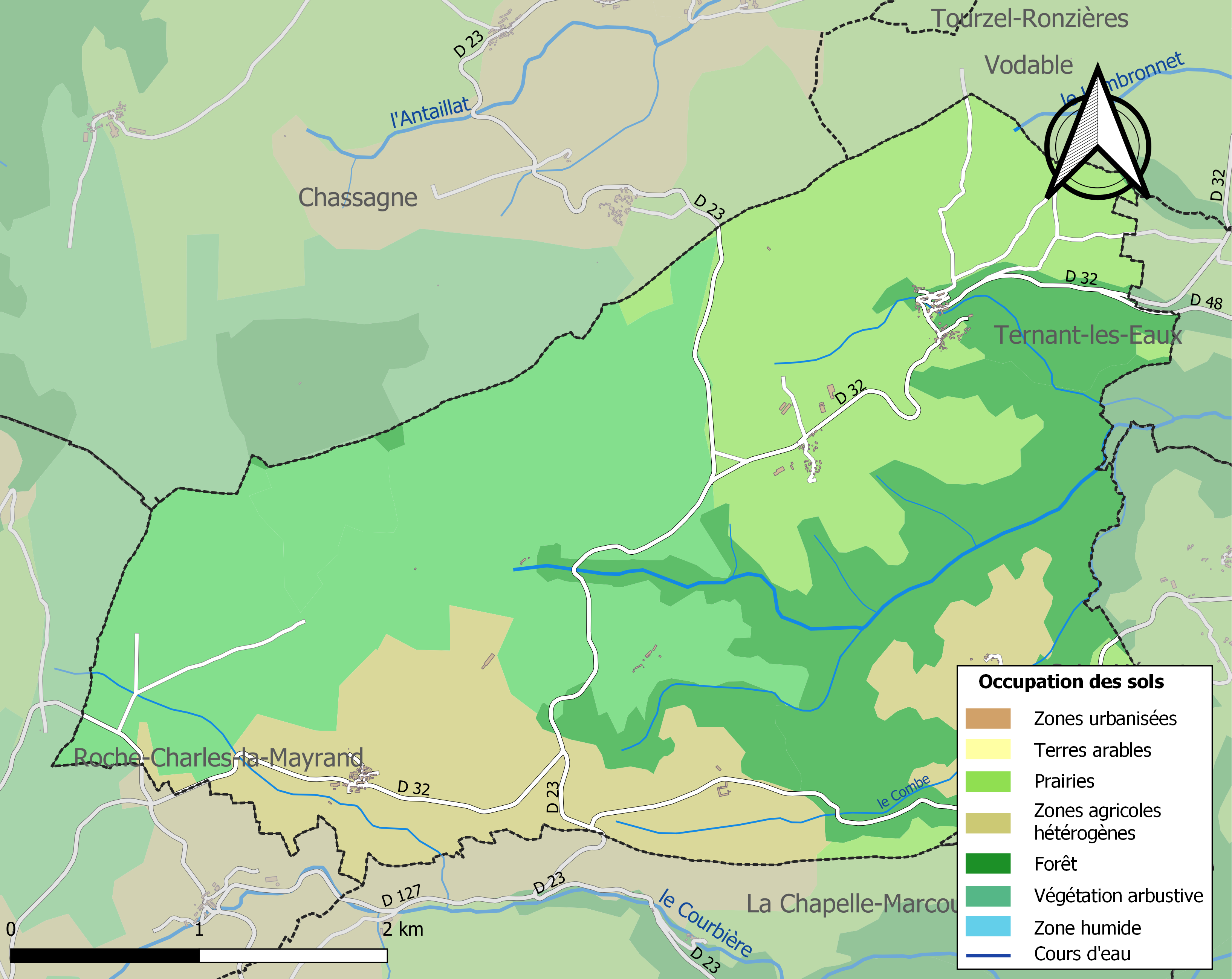
Carte des infrastructures et de l'occupation des sols de la commune en 2018 (CLC).

### Lieux-dits, hameaux et écarts
La commune comprend notamment Moulet, Tremoulene , Geneliere , Refransac.

### Habitat et logement
En 2018, le nombre total de logements dans la commune était de 59, alors qu'il était de 61 en 2013 et de 54 en 2008.
Parmi ces logements, 57,7 % étaient des résidences principales, 31,4 % des résidences secondaires et 11 % des logements vacants. Ces logements étaient pour 100 % d'entre eux des maisons individuelles et pour 0 % des appartements.
Le tableau ci-dessous présente la typologie des logements à Dauzat-sur-Vodable en 2018 en comparaison avec celle du Puy-de-Dôme et de la France entière. Une caractéristique marquante du parc de logements est ainsi une proportion de résidences secondaires et logements occasionnels (31,4 %), très  supérieure à celle du département (10,1 %) et à celle de la France entière (9,7 %). Concernant le statut d'occupation de ces logements, 93,5 % des habitants de la commune sont propriétaires de leur logement (87,2 % en 2013), contre 61,5 % pour le Puy-de-Dôme et 57,5 % pour la France entière.
| Typologie                                               | Dauzat-sur-Vodable | Puy-de-Dôme | France entière |
| ------------------------------------------------------- | ------------------ | ----------- | -------------- |
| Résidences principales (en %)                           | 57,7               | 79,5        | 82,1           |
| Résidences secondaires et logements occasionnels (en %) | 31,4               | 10,1        | 9,7            |
| Logements vacants (en %)                                | 11                 | 10,4        | 8,2            |

## Toponymie
Après avoir été instituée par la Révolution française en 1793 sous le nom de Dauzat, la commune a pris ultérieurement celle de Dauzat-sur-Vodable.

## Politique et administration

### Rattachements administratifs et électoraux

#### Rattachements administratifs
La commune se trouve depuis 1926 dans l'arrondissement d'Issoire du département du Puy-de-Dôme.
Elle faisait partie depuis 1801 du canton d'Ardes. Dans le cadre du redécoupage cantonal de 2014 en France, cette circonscription administrative territoriale a disparu, et le canton n'est plus qu'une circonscription électorale.

#### Rattachements électoraux
Pour les élections départementales, la commune fait partie depuis 2014 du canton de Brassac-les-Mines
Pour l'élection des députés, elle fait partie de la troisième circonscription du Puy-de-Dôme.

### Intercommunalité
Dauzat-sur-Vodable était membre de la petite communauté de communes appelée Ardes Communauté, un établissement public de coopération intercommunale (EPCI) à fiscalité propre créé fin 1999  et auquel la commune avait transféré un certain nombre de ses compétences, dans les conditions déterminées par le code général des collectivités territoriales.
Dans le cadre des dispositions de la loi portant nouvelle organisation territoriale de la République du 7 août 2015, qui prévoit que les établissements publics de coopération intercommunale (EPCI) à fiscalité propre doivent avoir un minimum de 15 000 habitants, cette intercommunalité a fusionné avec ses voisines pour former, le 1er janvier 2017, la communauté d'agglomération dénommée Agglo Pays d'Issoire, dont est désormais membre la commune.

### Liste des maires
| Période                                  | Période                        | Identité          | Étiquette | Qualité                          |
| ---------------------------------------- | ------------------------------ | ----------------- | --------- | -------------------------------- |
| Les données manquantes sont à compléter. |                                |                   |           |                                  |
| mars 2001                                | mars 2014                      | Georges Auteroche |           |                                  |
| mars 2014                                | février 2021,                  | Jacques Morel,    |           | Retraité agricole Démissionnaire |
| 14 août 2021,                            | automne 2022                   | André Chazalon    |           |                                  |
| octobre 2022                             | En cours (au 16 décembre 2022) | Isabelle Mourgue  |           | Employée                         |

## Population et société

### Démographie
L'évolution du nombre d'habitants est connue à travers les recensements de la population effectués dans la commune depuis 1793. Pour les communes de moins de 10 000 habitants, une enquête de recensement portant sur toute la population est réalisée tous les cinq ans, les populations de référence des années intermédiaires étant quant à elles estimées par interpolation ou extrapolation. Pour la commune, le premier recensement exhaustif entrant dans le cadre du nouveau dispositif a été réalisé en 2004.

En 2022, la commune comptait 67 habitants, en évolution de −22,09 % par rapport à 2016 (Puy-de-Dôme : +2,1 %, France hors Mayotte : +2,11 %).
| 1793 | 1800 | 1806 | 1821 | 1831 | 1836 | 1841 | 1846 | 1851 |
| ---- | ---- | ---- | ---- | ---- | ---- | ---- | ---- | ---- |
| 535  | 374  | 530  | 493  | 496  | 495  | 477  | 482  | 452  |

| 1856 | 1861 | 1866 | 1872 | 1876 | 1881 | 1886 | 1891 | 1896 |
| ---- | ---- | ---- | ---- | ---- | ---- | ---- | ---- | ---- |
| 418  | 410  | 398  | 418  | 380  | 400  | 409  | 427  | 421  |

| 1901 | 1906 | 1911 | 1921 | 1926 | 1931 | 1936 | 1946 | 1954 |
| ---- | ---- | ---- | ---- | ---- | ---- | ---- | ---- | ---- |
| 409  | 434  | 449  | 281  | 249  | 263  | 250  | 240  | 193  |

| 1962 | 1968 | 1975 | 1982 | 1990 | 1999 | 2004 | 2006 | 2009 |
| ---- | ---- | ---- | ---- | ---- | ---- | ---- | ---- | ---- |
| 181  | 130  | 103  | 79   | 77   | 76   | 69   | 66   | 88   |

| 2014 | 2019 | 2022 | - | - | - | - | - | - |
| ---- | ---- | ---- | - | - | - | - | - | - |
| 88   | 68   | 67   | - | - | - | - | - | - |

## Culture locale et patrimoine

### Lieux et monuments
Église romane, perchée sur un promontoire rocheux.

## Pour approfondir